# Pavel Chumanov
Pavel Chumanov (bulgare : Павел Шуманов), né le 14 novembre 1968 à Sliven, est un coureur cycliste bulgare.

## Palmarès
- 1989
  - 4e étape de la Course de la Paix
- 1990
  - Tour de Bulgarie
- 1992
  - Tour de Bulgarie
  - 2e du Tour de Roumanie
- 1996
  - 4e étape du Tour de Hesse
  - 2e du Giro del Medio Brenta
- 1997
  - Tour de Bulgarie
- 1998
  - 3e du Tour de Slovénie
- 2005
  - Prologue du Grand Prix Sunny Beach
  - 3e du championnat de Bulgarie du contre-la-montre
- 2006
  - 4e étape du Tour de Grèce
  - Tour de Roumanie
  - 2e du championnat de Bulgarie du contre-la-montre
  - 3e du championnat de Bulgarie sur route
- 2007
  - 6e étape du Tour de Roumanie
  - 5e étape du Tour de Bulgarie
  - 2e du Tour de Bulgarie
  - 3e du championnat de Bulgarie du contre-la-montre
  -  Médaille de bronze au championnat des Balkans sur route
- 2008
  - Grand Prix Bourgas
  - 5e étape du Tour de Roumanie
  - 3e des Paths of King Nikola
- 2009
  -  Champion de Bulgarie du contre-la-montre
  - Turul Dobrogei :
    - Classement général
    - Prologue

  -  Médaillé d'argent au championnat des Balkans du contre-la-montre
  - 3e du Tour de Roumanie
- 2010
  - 2e du championnat de Bulgarie du contre-la-montre

## Classements mondiaux
| Année           | 2005 | 2006 | 2007 | 2008 | 2009 | 2010  |
| --------------- | ---- | ---- | ---- | ---- | ---- | ----- |
| UCI Europe Tour | 482e | 637e | 366e | 227e | 344e | 1044e |